# Deutsche Basketballmeisterschaft der Frauen 1961
Das Endspiel um die 15. Deutsche Basketballmeisterschaft der Frauen 1961 fand am 22. April 1961 im Vorfeld des Herrenfinals in der Heidelberger High-School-Halle statt, die Teilnehmer wurden nach dem Regelwerk aus dem Jahr 1959 im K.-o.-System ermittelt. Dabei setzte sich der Turnverein Augsburg durch und besiegte den Serienmeister und Titelverteidiger Heidelberger TV mit 54:43. Der Turnverein Augsburg qualifizierte sich als deutscher Meister für den Europapokal der Landesmeister 1961/62.